# 서울 승가사 석조승가대사좌상
서울 승가사 석조승가대사좌상(-- 僧伽寺 石造僧伽大師坐像)은 북한산 승가사의 석굴에 있는 승가대사 좌상이다. 
1989년 4월 10일 대한민국의 보물 제1000호 승가사석조승가대사상(僧伽寺石造僧伽大師像)으로 지정되었다가, 2010년 8월 25일 현재의 명칭으로 변경되었다.

## 개요
경덕왕 15년(756년)에 수태(秀台)가 창건한 승가사에 모셔져 있는 이 상은 인도의 고승으로 중국 당나라에 와서 전도에 전념하여 관음보살로까지 칭송받았던 승가대사의 모습을 새긴 초상(肖像) 조각이다.
머리에는 두건을 쓰고 있고 얼굴은 넓적하면서도 광대뼈가 튀어나와 전형적인 시골 노인같은 인상으로 지방색이 짙게 보인다. 이러한 특징은 평판적인 체구와 함께 충북 제천군 한수면 사자빈신사지(獅子頻迅寺址)에 있는 석탑석상 등의 고려 초기 석조 승상과 비슷한 면을 보여준다. 또 긴 상체에 비해서 유난히 넓은 하체는 고려 초기의 철불과 유사한 특징을 보여주고 있으며, 양 어깨를 감싸고 입은 옷은 주름선이 굵으면서도 간결해 당시의 경향을 잘 보여주고 있다.
몸에서 나오는 빛을 형상화한 배(舟) 모양의 광배(光背)는 승상에 비해서 넓고 큼지막하며, 머리광배와 몸광배로 나뉜다. 머리광배에는 연꽃무늬와 덩쿨무늬, 모란무늬를 새겼으며, 둥근 원형의 몸광배에는 덩쿨·보상화무늬를 새겼다. 광배 뒷면에는 태평 4년(고려 현종 15년, 1024)에 지광스님이 중심이 되어 광유 등이 조각했다는 내용의 글이 새겨져 있다.
고려 초기의 확실한 초상 조각으로 삼국시대부터 고려시대까지 각광을 받던 석굴(石窟)과 함께 크게 주목된다.

## 현지 안내문
이 상은 삼각산의 석굴 안에 모셔져 있는 승가대사의 석상이다. 석상의 광배 뒷면에 1024년(고려 현종 15)에 조성되었다는 명문이 있다.
승가대사는 원래 서역의 승려로 7세기에 당나라로 와서 활동하였는데 수행이 뛰어나고 교리에 밝으며 송주에 능하여 많은 신도들이 그를 존숭하였다고 전한다. 그는 죽은 뒤에 십일면관음보살의 화신으로 숭배되었는데, 비를 내리고 홍수를 다스리며 병을 낫게 하는 염험한 존재로 받아들여졌다.
통일신라 말에 승가대사의 신앙이 전래되어 나라에서 봄, 가을로 제를 지냈다고 한다. 이 상은 머리에 두건을 쓰고 몸에는 가사를 입은 모습으로 만들어졌다. 왼손은 가사 속에 넣었고 오른 손은 검지를 펴고 있는데, 이것은 변설을 상징하는 손짓이다. 광배에는 연화문, 당초문, 보상화문, 화엄문 등 화려하고 섬세한 문양이 가득 새겨져 있다.
이 승가대사상은 고려 중기에 유행한 승가대사 신앙을 알려 주는 거의 유일한 예로 정확한 제작 연대를 알 수 있는 중요한 문화재다.

## 사진

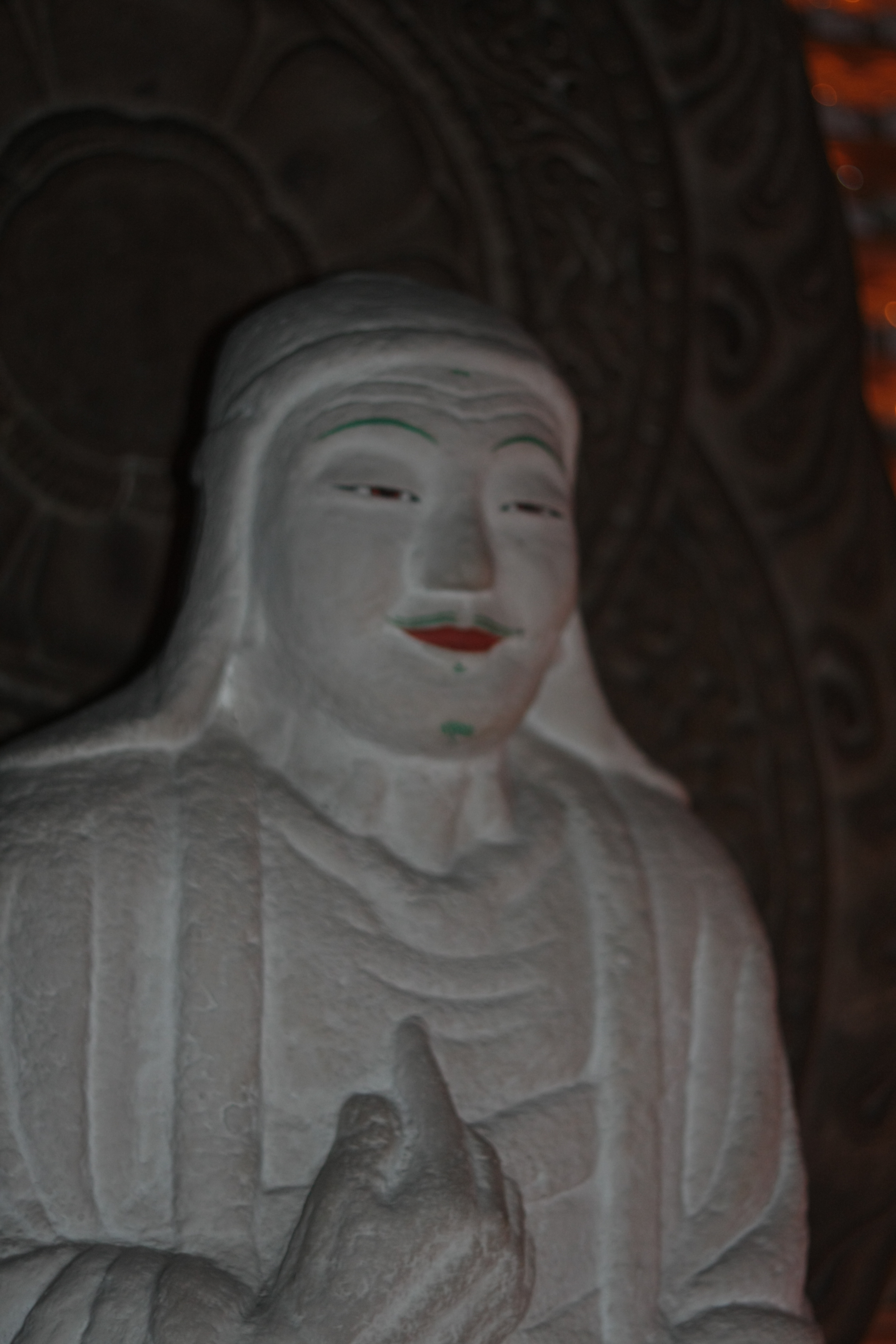
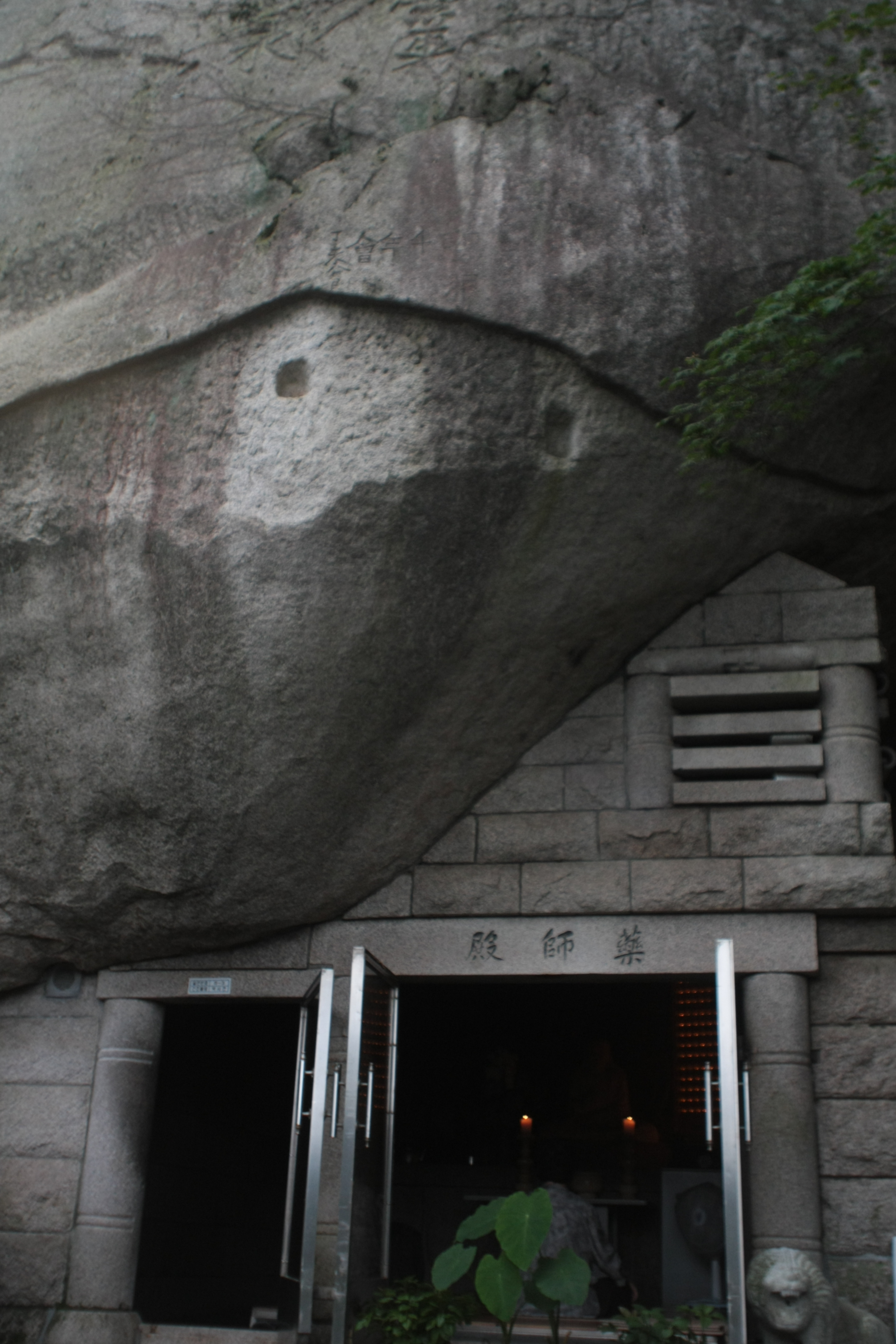
좌상이 모셔진 석굴